# بنك كوتاك ماهيندرا
بنك كوتاك ماهيندرا المحدود هي شركة مصرفية ومالية هندية مقرها في مومباي، الهند. يقدم منتجات مصرفية وخدمات مالية لعملاء الشركات والأفراد في مجالات التمويل الشخصي، والخدمات المصرفية الاستثمارية، والتأمين على الحياة، وإدارة الثروات. وهو ثالث أكبر بنك للقطاع الخاص في الهند من حيث القيمة السوقية بعد أتش دي أف سي بنك وبنك أي سي أي سي أي. اعتبارًا من 31 مارس 2023 للبنك بصمة وطنية متمثلة في انتشار الفروع من 1780 فرعا و 2963 جهاز صراف آلي.